# Raduga Ch-26
Die Ch-26 war ein flugzeuggestützter Langstrecken-Seezielflugkörper aus sowjetischer Produktion. Die russische Bezeichnung lautet Ch-26; der Systemindex der russischen Streitkräfte KSR-5 und der NATO-Code AS-6 Kingfish.

## Entwicklung
Da sich die 1964 eingeführte Ch-22 für mittlere Bomber wie die Tu-16 als zu schwer erwies, plante man, eine verkleinerte Version dieser Lenkwaffe herzustellen. Die Entwicklung im Konstruktionsbüro Raduga begann 1962. Das System wurde schließlich 1973 bei den sowjetischen Marinefliegerstreitkräften eingeführt. Bis 1988 wurden von der nuklearen Ausführung 300 Stück sowie eine unbekannte Anzahl der konventionellen Ausführung produziert. Die Raduga Ch-26 dient zur Bekämpfung von strategischen Seezielen wie Flugzeugträgern, Kreuzern und Amphibischen Angriffsschiffen. Die Lenkwaffe wurde dafür konzipiert, ein großes Kriegsschiff mit einem einzelnen Treffer zu versenken oder zumindest operationsunfähig zu machen. Mit der nuklearen Variante kann ein ganzer Flottenverband mit einem Schlag vernichtet werden.

## Technik
Vor dem Start mussten im BSU-7-Navigationssystem der Lenkwaffe die grobe Position sowie der Kurs des Zieles eingegeben werden. Danach konnte die Lenkwaffe aus einem Höhenbereich von 500–11.000 m gestartet werden. Nach dem Abwurf folgte zunächst eine kurze, antriebslose Phase. Erst in sicherem Abstand zum Flugzeug zündete das Raketentriebwerk im Lenkwaffenheck. Die Ch-26 wurde von einem S5.33-Zweikammertriebwerk für Flüssigtreibstoff angetrieben. Im Lenkwaffenrumpf befanden sich 660 Liter TG-02-Treibstoff und 1.010 Liter AK-2-Oxidator. Das Triebwerk konnte mit fünf unterschiedlichen Schubstufen in einem Bereich von 11 kN bis 70 kN betrieben werden. Das Triebwerk beschleunigte die Lenkwaffe auf eine Geschwindigkeit von rund Mach 3. Der Marschflug erfolgte in einer Flughöhe von 18.500–22.000 m. Die Ch-26 war eine Fire-and-Forget-Lenkwaffe und der Flug ins Zielgebiet erfolgte autonom mit Hilfe der Trägheitsnavigationsplattform. Aktualisierte Zieldaten konnten mit einem Datenlink von der Startplattform zur Lenkwaffe gesendet werden. Ein Radarhöhenmesser sorgte für den nötigen Sicherheitsabstand zwischen der Lenkwaffe und der Meeresoberfläche. Für den Zielanflug kam der bordeigene, aktive oder passive Radarsuchkopf zum Einsatz. Wurde das Ziel erfasst, wurde es in einem Sturzflug von 30–60° angeflogen. Der 900 kg schwere panzerbrechende 9A52-Splittergefechtskopf zündete beim Aufschlag im Ziel. Die Rakete konnte auch mit einem Nukleargefechtskopf mit einer Sprengleistung von 350 kt bestückt werden. Der Nukleargefechtskopf wurde durch einen Näherungszünder über dem Ziel gezündet.
Folgende zwei Flugprofile sind möglich:
- High-High: Marschflug mit Mach 3,0 in einer Höhe von 18.500–22.000 m. Sturzflug in einem Winkel von 30–60° auf das Ziel. Reichweite je nach Version und Starthöhe 400–700 km.
- Low-Low: Tiefflug mit Mach 1,3 in einer Höhe von 50–100 m. Reichweite 200–250 km.

## Varianten
- KSR-5 (Ch-26): Standardvariante mit Trägheitsnavigation, aktiver Radarzielsuche im Endanflug und konventionellem 900-kg-Penetrations-Sprengkopf. Reichweite 350 km.
- KSR-5N (Ch-26N): Version mit 350-kT-Nuklearsprengkopf. Reichweite 700 km.
- KSR-5P (Ch-26P): Version aus dem Jahr 1979 mit passivem VSP-K-Radarsuchkopf.
- KSR-5M (Ch-26M): Verbesserte Version aus dem Jahr 1976 für Einsatz im Tiefflug. Mit neuem Suchkopf und verbessertem S5.33A-Triebwerk. Reichweite 400 km.
- KSR-5MP (Ch-26MP): Verbesserte Ausführung der KSR-5P.
- KSR-5MW: Entwickelt aus der KSR-5-Lenkwaffe. Zieldarstellungsflugkörper (Zieldrohne) zum Training von Flugabwehreinheiten.
- KSR-5NM: Entwickelt aus der KSR-5M-Lenkwaffe. Zieldarstellungsflugkörper zum Training von Flugabwehreinheiten.

## Trägerflugzeuge
- Tupolew Tu-16 mit max. 2 Lenkwaffen
- Tupolew Tu-22M mit max. 3 Lenkwaffen
- Tupolew Tu-95 mit max. 3 Lenkwaffen

## Status
Mit der Aussonderung der Tu-16K im Jahr 1992 bei den russischen Streitkräften wurde auch die Ch-26 ausgemustert.

## Verbreitung
- Irak – ausgemustert
- Sowjetunion – ausgemustert
- Ukraine – im Jahr 2002 ausgemustert und verschrottet[4]